# Emballonura alecto
Emballonura alecto (Eydoux & Gervais, 1836) è un pipistrello della famiglia degli Emballonuridi diffuso nell'Ecozona orientale.

## Descrizione

### Dimensioni
Pipistrello di piccole dimensioni, con la lunghezza della testa e del corpo tra 46,3 e 48,5 mm, la lunghezza dell'avambraccio tra 44 e 49 mm, la lunghezza della coda tra 9 e 17,4 mm, la lunghezza del piede tra 6 e 8 mm, la lunghezza delle orecchie tra 13 e 15 mm e un peso fino a 8 g.

### Aspetto
Il colore generale del corpo è marrone scuro o bruno-rossastro. Il muso è appuntito, con il labbro superiore che si estende leggermente oltre quello inferiore, le narici sono ravvicinate e si aprono frontalmente. Gli occhi sono molto piccoli. Le orecchie sono corte, separate tra loro, triangolari, rivolte posteriormente e con una concavità sul bordo esterno appena sotto la punta. Il trago è corto e con l'estremità arrotondata. La coda è lunga e fuoriesce dall'uropatagio a circa metà della sua lunghezza. Il calcar è lungo

## Biologia

### Comportamento
Si rifugia nelle grotte, sotto ammassi, fenditure e sporgenze rocciose e in gallerie costruite dall'uomo. Nelle grotte preferisce le zone di penombra.

### Alimentazione
Si nutre di insetti.

## Distribuzione e habitat
Questa specie è diffusa nell'Ecozona orientale, dalle Filippine al Borneo, Sulawesi, Isole Molucche ed alcune isole vicine.
Vive nelle foreste secondarie e in aree agricole fino a 1.000 metri di altitudine.

## Tassonomia
Sono state riconosciute 4 sottospecie:
- E.a.alecto: Isole Filippine: Balabac, Biliran, Bohol, Caluya, Provincia di Camiguin, Catanduanes, Dinagat, Gigantes, Guimaras, Leyte, Luzon, Maripipi, Mindanao, Negros, Panay, Samal, Samar, Tablas;
- E.a.anambensis (Miller, 1900): Isole Anambas; Isole Natuna: Bunguran;
- E.a.palawanensis (Taylor, 1934): Palawan;
- E.a.rivalis (Thomas, 1915): Borneo; Karimata, Sulawesi, Isole Togian, Peleng, Sanana, Seram, Ambon, Isole Tanimbar, Isole Kai.

## Conservazione
La IUCN Red List, considerato il vasto areale e la popolazione presumibilmente numerosa, nonostante una parte di essa sia in declino a causa della deforestazione, classifica E.alecto come specie a rischio minimo (Least Concern)).